# Monica Felton

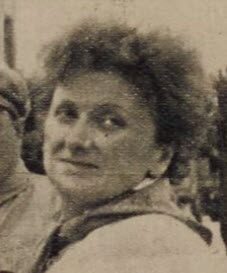
Monica Felton

Monica Felton (Londen, 23 september 1906 – Chennai, 3 maart 1970) was een Britse feministe.

## Ambtelijke loopbaan
Na de Wycombe Grammar School gevolgd te hebben studeerde Felton aan de Universiteit van Southampton en later aan de London School of Economics. Tijdens de late jaren 1930 werd Felton een toonaangevende stedenbouwkundige. Tot de Tweede Wereldoorlog werkte ze voor de gemeenteraad van Londen. In de oorlog werkte ze voor het Britse Ministerie van Bevoorrading. Tijdens de oorlog en daarna gaf Felton lezingen over stedenbouwkunde en volkshuisvesting voor de BBC Home Service en BBC World Service.
Na de oorlog was Felton nauw betrokken bij de planning en uitvoering van de bouw van honderdduizenden nieuwe huizen. Ze maakte in de jaren 1945 – 1946 deel uit van het belangrijke "New Towns Committee" dat onder leiding van John Reith de bouw van satellietsteden plande. Verder werkte ze voor de London County Council en de Hertfordshire County Council.
Als voorzitster van Peterlee New Town in Noordoost-Engeland was Felton door haar samenwerking met de uiterst linkse architect Berthold Lubetkin controversieel. In 1949 werd Felton voorzitter van de Stevenage Development Corporation in het graafschap Hertfordshire. Stevenage was de eerste van de naoorlogse nieuwe steden die op basis van de "New Towns Act" van 1946 door de Labour-regering werden gebouwd.

## Het schandaal rond haar bezoek aan Noord-Korea
Felton-Page was voorzitster van de British National Association of Women, een communistische mantelorganisatie. Felton ijverde voor het aanwenden van de schaarse middelen voor herstel van de steden en voorzieningen voor de Britse burgers in plaats van bewapening en het ontwikkelen van nucleaire wapens. Tijdens de Koreaanse Oorlog bezocht ze tweemaal Noord-Korea. De Engelse Attorney general Sir Frank Soskice werd april 1951 in het Britse Lagerhuis over dat bezoek ondervraagd omdat Felton zonder verlof van haar werk te vragen afgereisd was terwijl het Britse leger in Korea vocht tegen Noord-Koreaanse troepen.
Na het bezoek gaf Felton een verklaring over de wreedheden die door Britse en Amerikaanse troepen waren begaan. Ze vertelde dat ze had gezien dat burgers en kinderen het slachtoffer waren geworden. Een opname van deze verklaring werd door de Russische televisie uitgezonden. Over de martelingen en ontberingen van de Britse krijgsgevangenen zweeg zij. Felton schreef ook in de communistische partijkrant de Daily Worker over vermeende Amerikaanse en Britse wreedheden die in de Koreaanse Oorlog gepleegd zouden zijn. Dat nam de Britse regering zeer tegen haar in. Felton schreef een ooggetuigenverslag dat zij in 1951 onder de titel What I Saw in Korea publiceerde. Ook een pamflet van zeven pagina's met de titel Korea!: How to Bring the Boys Home draagt haar naam.
De Labour-minister van Plaatselijk Bestuur en Planning, Hugh Dalton ontsloeg haar op 12 juni 1951 uit haar functie. De Britse regering verklaarde op 18 juni 1951 in het Lagerhuis dat Felton niet zou worden vervolgd voor verraad. Ook zou ze niet worden vervolgd ondanks oproepen om strafvervolging in te stellen en haar na een veroordeling op te hangen. Felton werd ontslagen als directeur van de Stevenage Development Corporation.
Felton reisde in juni 1951 weer naar Noord-Korea om daar krijgsgevangenen te bezoeken. In het Hogerhuis ondervroeg burggraaf Vansittart de Lord Chancellor burggraaf Kilmuir op 16 maart 1955 over een tweede bezoek van Monica Felton aan Noord-Korea. Ook toen liet de Britse regering weten niet tot vervolging over te willen gaan.
Op 20 december 1951 maakte het Kremlin bekend dat Felton de Stalin Vredesprijs kreeg. Ze heeft de prijs in ontvangst genomen. Het ontslag van Felton beschadigde haar naam als ambtenaar en stadsplanner. Linkse critici van het beleid van de Britse regering noemen het ontslag desondanks "een armoedig en beschamende episode in de Britse geschiedenis". Het was een symptoom van de Koude Oorlog waarin het Verenigd Koninkrijk en de democratieën tegenover de communistische Sovjet-Unie stonden. In de "Cambridge Encyclopaedia of British Culture" werd het ontslag een "McCarthyite sacking" genoemd; er werd verwezen naar de Amerikaanse heksenjacht op communisten en hun meelopers.
In 1956 kwam Monica Felton naar India waar ze tot haar overlijden in 1970 in Chennai aan boeken werkte. Zij schreef in 1962 een boek over haar ontmoetingen met de Indiase politicus Shri Chakravarti Rajagopalachari (I Meet Rajaji), een roman (To All the Living) en een boek over haar reizen naar Noord-Korea (Why I Went). Ook het boek A Child Widow's Story is van haar hand.